# Autriche aux Jeux olympiques d'été de 1984
L'équipe olympique d'Autriche participe aux Jeux olympiques d'été de 1984 à Los Angeles. Elle y remporte trois médailles : une en or, une en argent et une en bronze, se situant à la vingt-deuxième place des nations au tableau des médailles. L'athlète Hubert Raudaschl est le porte-drapeau d'une délégation autrichienne comptant 102 sportifs (71 hommes et 31 femmes).